# John Y. Mason
John Young Mason, né le 18 avril 1799 et mort le 3 octobre 1859, est un homme politique et diplomate américain. Il est successivement procureur général des États-Unis et secrétaire à la Marine, puis ambassadeur des États-Unis en France, où il meurt.

## Biographie
Né en Virginie, John Y. Mason suit des études de droit. Il épouse la fille d'un important propriétaire terrien et devient lui-même planteur, tout en continuant son métier d'avocat.
Il est membre de la Chambre des délégués de Virginie de 1823 à 1827 et délégué à la Convention constitutionnelle de l'État, de 1829 à 1830. De 1831 à 1837, il sert à la Chambre des représentants des États-Unis, présidant le comité des Affaires étrangères de la Chambre, de 1835 à 1836. Durant cette période, il est un partisan actif de la plupart des personnalités politiques de la présidence d'Andrew Jackson mais tout en restant dévoué aux droits propres des États.
Il est nommé juge de cour de district pour le celui de Virginie orientale, en 1837.
John Y. Mason est secrétaire à la Marine de 1844 à 1845 sous la présidence de John Tyler puis procureur général et de nouveau secrétaire à la Marine de 1846 à 1849, succédant à George Bancroft, sous la présidence de James K. Polk.
Il retourne à ses activités d'avocat entre 1849 et 1854 et sert comme président de la convention constitutionnelle de Virginie de 1851. De 1853 jusqu'à sa mort à Paris, en 1859, il est l'ambassadeur des États-Unis en France, pendant le Second Empire. Il se joint à James Buchanan et Pierre Soulé, respectivement ambassadeurs en Grande-Bretagne et en Espagne, et rédigent le célèbre manifeste d'Ostende, en octobre 1854.

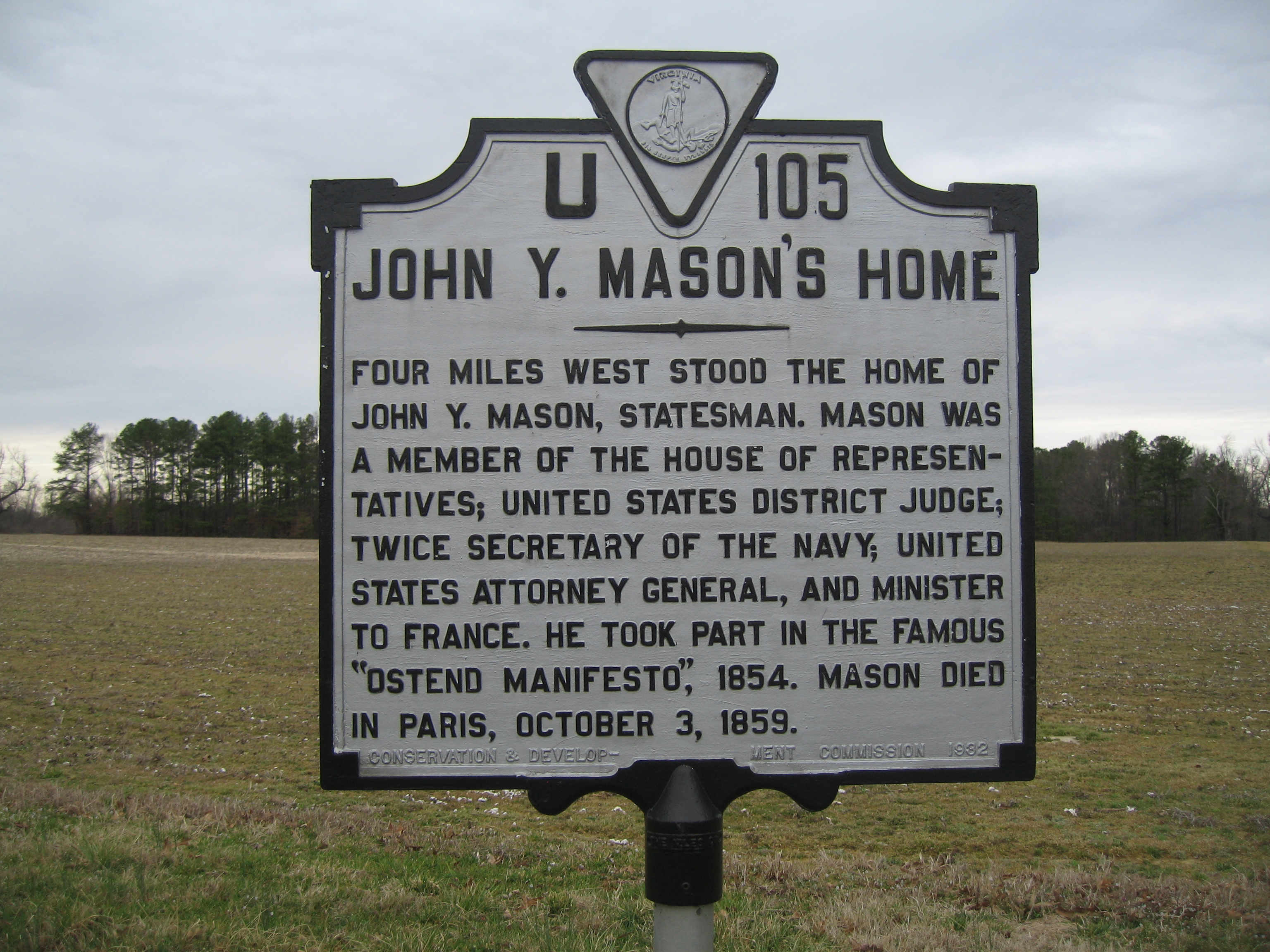
Plaque indiquant la demeure de John Y. Mason.

John Y. Mason était un Virginien conservateur, démocrate favorable aux droits des États et à l'esclavage.

## Postérité
Le destroyer USS Mason  de l'US Navy est nommé en son honneur, en 1920.